# 文山包種茶
文山包種茶，盛產於臺灣臺北文山地區的包種茶，其外觀似條索狀，色澤翠綠，水色蜜綠鮮豔帶黃金，香氣清香幽雅似花香，滋味甘醇滑潤帶活性，此類茶注重香氣，香氣越濃郁品質越高級。
文山地區包括臺北市文山、南港，新北市新店、坪林、石碇、深坑、汐止等茶區。約有2300多公頃，茶園分佈於海拔400公尺以上的山區，環境特殊，尤以坪林地區山明水秀，氣候終年溫潤涼爽，雪霧瀰漫，土壤肥沃，故所產之文山包種茶品質特佳。

## 特色
文山包種茶屬於烏龍茶類，是發酵度最輕的一種烏龍茶，僅有7%到13%。文山包種茶注重香氣，聞起來有香氣，喝入喉也帶著水香，此即為最好的文山包種茶。

## 相關資料
- 茶
- 綠茶
- 臺灣高山茶